# Trichaphodius hindustanicus
Trichaphodius hindustanicus är en skalbaggsart som beskrevs av Vladimir Balthasar 1935. Trichaphodius hindustanicus ingår i släktet Trichaphodius och familjen Aphodiidae. Inga underarter finns listade i Catalogue of Life.